# 발레라

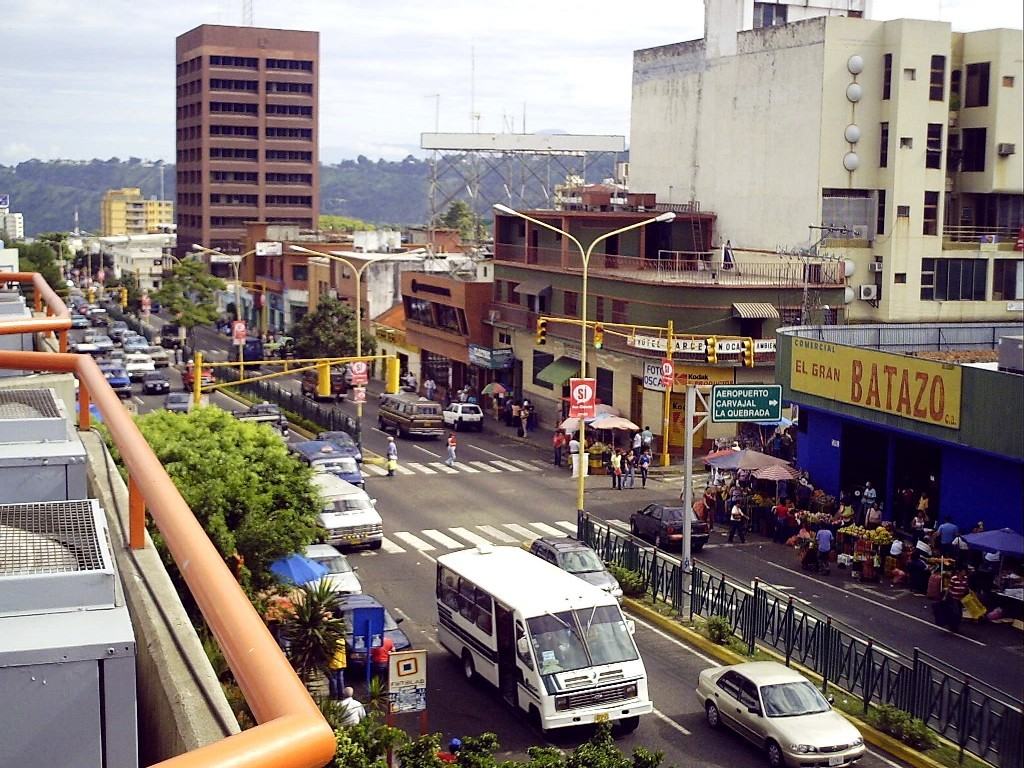
발레라 시의 도심

발레라(Valera)는 베네수엘라 트루히요 주에 있는 도시이다. 2011년 기준으로 총 135,215명이 거주하고 있다.